# Sōkō-sagyōki
Sōkō-sagyōki (jap. 装甲作業機 lub 装甲作業器; w skrócie: SS-Ki (SS機 lub SS器) – czołg inżynieryjny, gąsienicowy pojazd wielozadaniowy Cesarskiej Armii Japońskiej. Został wprowadzony do użytku w armii w roku 1930. Do zadań pojazdu należało między innymi: rozminowywanie terenu, niszczenie zasieków z drutu kolczastego, czy kopanie okopów. Głównym uzbrojeniem pojazdu były dwa lub trzy miotacze ognia zamontowane wewnątrz kadłuba. Oprócz tego pojazd mógł posiadać zamontowany ciężki karabin maszynowy.

## Historia
Do roku 1931 armia Japonii nie posiadała żadnego pojazdu przystosowanego do niszczenia umocnień nieprzyjaciela. W obliczu wojny granicznej ze Związkiem Radzieckim, stworzenie takiego pojazdu stało się koniecznością. Efektem wysiłków inżynierów japońskich był sōkō-sagyōki. Pierwszy prototyp powstał w roku 1931. Po testach armia japońska zamówiła kilka kolejnych pojazdów tego typu, które następnie zostały wysłane do Chin, gdzie w bitwie pod Beiping–Tianjin (lipiec 1937) dowiodły swej skuteczności. Podczas bitwy ich uzbrojenie stanowiły miotacze ognia (jeden zamontowany na przedzie kadłuba i dwa kolejne umiejscowione po bokach pojazdu). 
Kolejne pojazdy były używane głównie do przełamywania linii obrony nieprzyjaciela, niszczenia umocnień lub jako mosty czołgowe. Wiele zostało wysłanych na obszar granicy sowiecko-mandżurskiej, gdzie pełniły rolę pojazdów inżynieryjnych. 
W listopadzie 1941 roku 20 jednostek tego typu zostało przetransportowanych na Filipiny, gdzie służyły do końca wojny. Osiem z nich zostało przejętych przez Amerykanów latem 1945 roku. Załogę pojazdu stanowiło pięć osób. 

## Charakterystyka
Sōkō-sagyōki był oparty na konstrukcji czołgu Type 89 I-Go. Załogę pojazdu stanowiło pięć osób. Kierowca znajdował się na przedzie pojazdu. W miejscu wieży pojazd posiadał kopułę z wizjerami umożliwiającymi dowódcy obserwacje terenu wokół czołgu. Waga pojazdu wynosiła 13 ton, a jego uzbrojenie stanowiły zamontowane w kadłubie miotacze ognia. Pierwsze prototypy były konstrukcjami opartymi na kadłubie innego japońskiego pojazdu – czołgu Type 94, z niewielkimi modyfikacjami obejmującymi zamontowanie miotaczy ognia i modyfikację stanowiska kierowcy. 
Pojazd posiadał z przodu stalowe grabie umożliwiające detonacje min, z tyłu pojazdu natomiast znajdowała się wyciągarka służąca do holowania pojazdów lub ładunków za wozem. Pancerz pojazdu został zredukowany do 6 mm (pancerz górny), 13 mm (pancerz boczny i 25 mm (pancerz przedni), z uwagi na funkcję pojazdu, który miał jedynie wykonywać zadania inżynieryjne a nie bezpośrednio uczestniczyć w walce.
Napęd czołgu stanowił jeden silnik Mitsubishi I6 o mocy 145 koni mechanicznych. Prędkość maksymalna pojazdu wynosiła 37 km/h.

## Warianty
Do roku 1943 wyprodukowano 119 maszyn w różnych wariantach (nazwy wariantów pochodzą od znaków chińskiego kalendarza). Poniższa lista zawiera różne warianty wozu sōkō-sagyōki:
- SS-Ki: Wariant podstawowy
- SS Kō-gata (甲型): Opancerzony pojazd inżynieryjny, różniący się od wersji podstawowej zmodyfikowanym układem jezdnym
- SS Otsu-gata (乙型): Most czołgowy
- SS Hei-gata (丙型): Pojazd wykorzystywany do tworzenia okopów
- SS Tei-gata (丁型): Opancerzony pojazd inżynieryjny oparty na konstrukcji podwozia typu Otsu-gata
- SS Bo-gata (戊型): Most czołgowy